# Stróżewo (województwo mazowieckie)
Stróżewo – wieś sołecka w Polsce położona w województwie mazowieckim, w powiecie płońskim, w gminie Załuski.
| SIMC    | Nazwa   | Rodzaj    |
| ------- | ------- | --------- |
| 0130056 | Głodowo | część wsi |

Prywatna wieś szlachecka położona była w drugiej połowie XVI wieku w powiecie zakroczymskim ziemi zakroczymskiej województwa mazowieckiego. W latach 1975–1998 miejscowość położona była w województwie ciechanowskim.
Wierni Kościoła rzymskokatolickiego należą do parafii Świętego Stanisława Biskupa Męczennika w Starej Wronie.